# Gianfranco Brero
Gianfranco Carmelo Brero Pinasco (Lima, 15 giugno 1953) è un attore e conduttore televisivo peruviano.

## Biografia
Figlio dell'attrice Élide Brero, ha studiato alla scuola italiana di Lima. Intraprende gli studi di ingegneria presso la Pontificia Università Cattolica del Perù; lascia la facoltà per studiare letteratura nello stesso ateneo, proseguendo la sua formazione all'Universidad Nacional Mayor de San Marcos.
Debutta come attore teatrale e nei primi anni ottanta si registrano le sue prime apparizioni in serie televisive e soap-opera. Nel 2000 interpreta il protagonista in Tinta roja, che lo porta al successo. Agli inizi degli anni duemila debutta come conduttore televisivo.

## Filmografia

### Cinema
- No se lo digas a nadie, regia di Francisco José Lombardi, (1998)
- Tinta roja, regia di Francisco José Lombardi, (2000)

### Televisione
- Quattro in amore (Los Pérez-Gil), (1984)
- Eredità d'amore; altro titolo: Innamorata (Pobre diabla) - serie TV (2000)

## Premi e riconoscimenti
Festival internazionale del cinema di San Sebastián
- 2000 - Migliore attore per Tinta roja